# Johnny Menyongar
Johnny Menyongar (Monrovia, 26 de junho de 1980) é um ex-futebolista profissional liberiano que atuava como meia.

## Carreira
Johnny Menyongar representou o elenco da Seleção Liberiana de Futebol no Campeonato Africano das Nações de 2002.